# Warszawska Wyższa Szkoła Nauk Społecznych im. Rafała Lemkina
Warszawska Wyższa Szkoła Nauk Społecznych im. Rafała Lemkina – niepubliczna uczelnia wyższa. 

## Historia uczelni
Uczelnia powstała w 2004 r. w Nowej Rudzie pod nazwą Polsko-Czeska Wyższa Szkoła Biznesu i Sportu „Collegium Glacense”, na podstawie zezwolenia Ministerstwa Edukacji Narodowej z 29 kwietnia tego samego roku (nr DSW-3-4001-318/WB/04). Od 14 lutego 2012 roku uczelnia nawiązała ścisłą współpracę z Międzynarodową Wyższą Szkołą Logistyki i Transportu z Wrocławia. W czerwcu 2014 uczelnia została sprzedana – nowym właścicielem szkoły została Wyższa Szkoła Współpracy Międzynarodowej i Regionalnej im. Zygmunta Glogera z siedzibą w Wołominie – i weszła w skład Federacji Uczelni Aglomeracji Warszawskiej. W sierpniu 2015 Polsko-Czeska Wyższa Szkoła Biznesu i Sportu „Collegium Glacense” została przeniesiona do Stalowej Woli, a następnie do Warszawy.
Obecnie uczelnia nosi nazwę: Warszawska Wyższa Szkoła Nauk Społecznych im. Rafała Lemkina w Warszawie i wchodzi w skład Federacji Uczelni Aglomeracji Warszawskiej.

## Władze uczelni
- Rektor: dr Krzysztof Radzymiński-Woźniak

## Poczet rektorów
| Lata rządów | Imię i nazwisko                  | Informacje dodatkowe                                                  |
| ----------- | -------------------------------- | --------------------------------------------------------------------- |
| 2004–2008   | prof. dr hab. Jerzy Mączyński    | psycholog, specjalizujący się w psychologii organizacji i zarządzania |
| 2008–2010   | prof. dr hab. Antoni Janusz      | biolog, specjalizujący się w antropologii dynamicznej                 |
| 2010–2013   | dr Andrzej Hordyj                | ekonomista, specjalizujący się w finansach przedsiębiorstw            |
| 2013–2014   | dr Mariusz Skrzypczyk            |                                                                       |
| 2014–2015   | dr Beata Ujda-Dyńka              |                                                                       |
| 2015-2021   | dr Marcin Pilarski               |                                                                       |
| 2021-2023   | dr Małgorzata Kołecka            |                                                                       |
| od 2023     | dr Krzysztof Radzymiński-Woźniak |                                                                       |

## Struktura uczelni
- Wydział Zarządzania
- Wydział Pielęgniarstwa
- Wydział Wychowania Fizycznego[5]

## Kierunki kształcenia i specjalności

### Studialicencjackie
- Zarządzanie
  - zarządzanie przedsiębiorstwem z elementami logistyki,
  - zarządzanie produktem z elementami logistyki.
- Pielęgniarstwo
- Wychowanie fizyczne[6]